# Stenocercus amydrorhytus
Espèce
Stenocercus amydrorhytus est une espèce de sauriens de la famille des Tropiduridae.

## Répartition
Cette espèce est endémique de la province d'Aija dans la région d'Ancash au Pérou.

## Étymologie
Le nom spécifique amydrorhytus vient du grec amydros, indistinct, flou, vague, et de rythis, le pli, la ride, en référence au pli oblique du cou peu développé caractéristique de cette espèce.

## Publication originale
- Köhler & Lehr, 2015 :  Two new species of lizards of the genus Stenocercus (Iguania, Tropiduridae) from central Peru. Zootaxa, no 3956 (3), p. 413–427.